# بالون (داستانهای مصور)

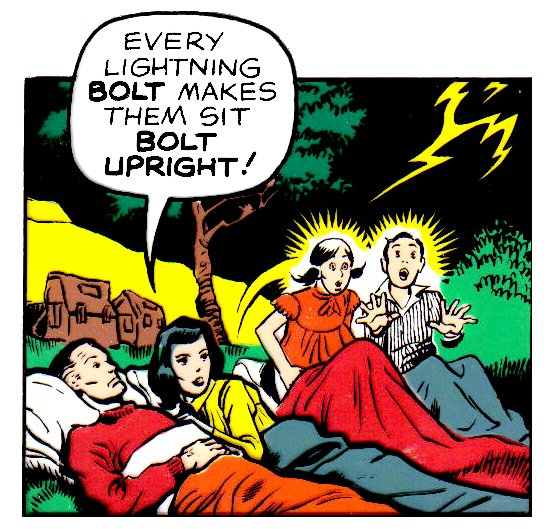

بالون، یا بالون سخن یا ابرنویسه روشی برای جای دادن متن یک گفتگو در کمیک (باند دسینه bande dessinée) است.
بالون که یک ابزار گرافیکی است که در نگاره یا باند دسینه برای نسبت دادن سخن به شخصیت استفاده می‌شود. معمولاً از یک هلیله‌دیس (بیضی) یا مستطیل با گوشه‌های کمابیش گرد تشکیل شده است. بند میان بالون و شخصیت به شکل نوک‌تیز به سوی شخصیت است هنگامی که وی سخن می‌گوید، یا این که این بند به ریخت چند پرهون (دایره) با اندازه کاهنده که به سوی شخصیت بوده هنگامی که وی می‌اندیشد (در مورد آخر، پرهون‌ها می‌توانند با ریخت‌های ابر جایگزین شوند). بالون‌ها می‌توانند برای جای دادن متن، و نیز نمادها استفاده شوند.

چهار نوع رایج بالن‌های گفتار، به ترتیب از بالا به پایین مربوط می‌شوند به سخن گفتن، در گوشی حرف زدن، فکر کردن، فریاد زدن